# Rue du Sergent-Bauchat
La rue du Sergent-Bauchat est une voie située dans le quartier de Picpus du 12e arrondissement de Paris.

## Situation et accès

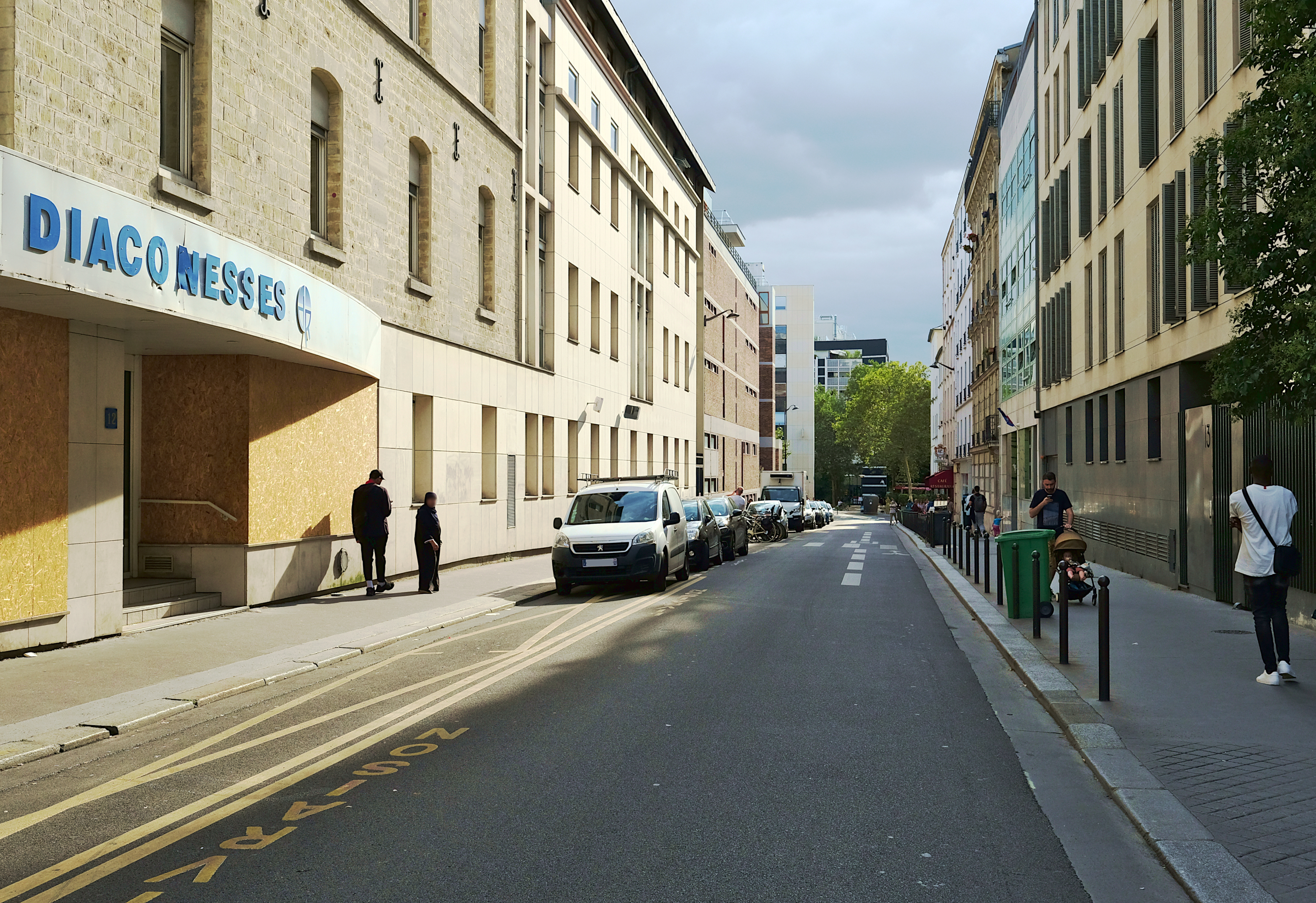
La rue du Sergent-Bauchat au niveau de l'hôpital des Diaconesses.

La rue du Sergent-Bauchat est desservie par les lignes RER A à la gare de Nation, 1, 2, 6 et 9 à la station Nation et de la ligne 8 à la station Montgallet. 
La rue du Sergent-Bauchat rencontre les voies suivantes :
- rue de Reuilly
- rue Christian-Dewet
- rue de Picpus

## Origine du nom
La dénomination de la voie est un hommage à Gaston Bauchat, un jeune sergent sapeur-pompier, mort à l'âge de 24 ans dans un incendie rue de Reuilly, survenu dans les ateliers de la maison Vilmorin et Cie, le 11 février 1894,. Le sergent Bauchat fut inhumé dans le caveau des pompiers morts au feu, au cimetière du Montparnasse, le 15 février suivant.

## Historique
La rue était précédemment désignée comme « rue des Buttes », elle prend son nom actuel le 28 décembre 1894.
Le 2 juillet 1964, un violent incendie détruisit une usine de produits cosmétiques située au n° 26, provoquant la mort de deux ouvriers.

## Bâtiments remarquables et lieux de mémoire
- À l’intersection avec la rue de Reuilly se trouvait la « Clôture de Reuilly ». C’était un poste d’octroi, disparu en 1787 et remplacé par la barrière de Reuilly[6].
- Aux nos 8-16, l'hôpital des Diaconesses de Reuilly[7].

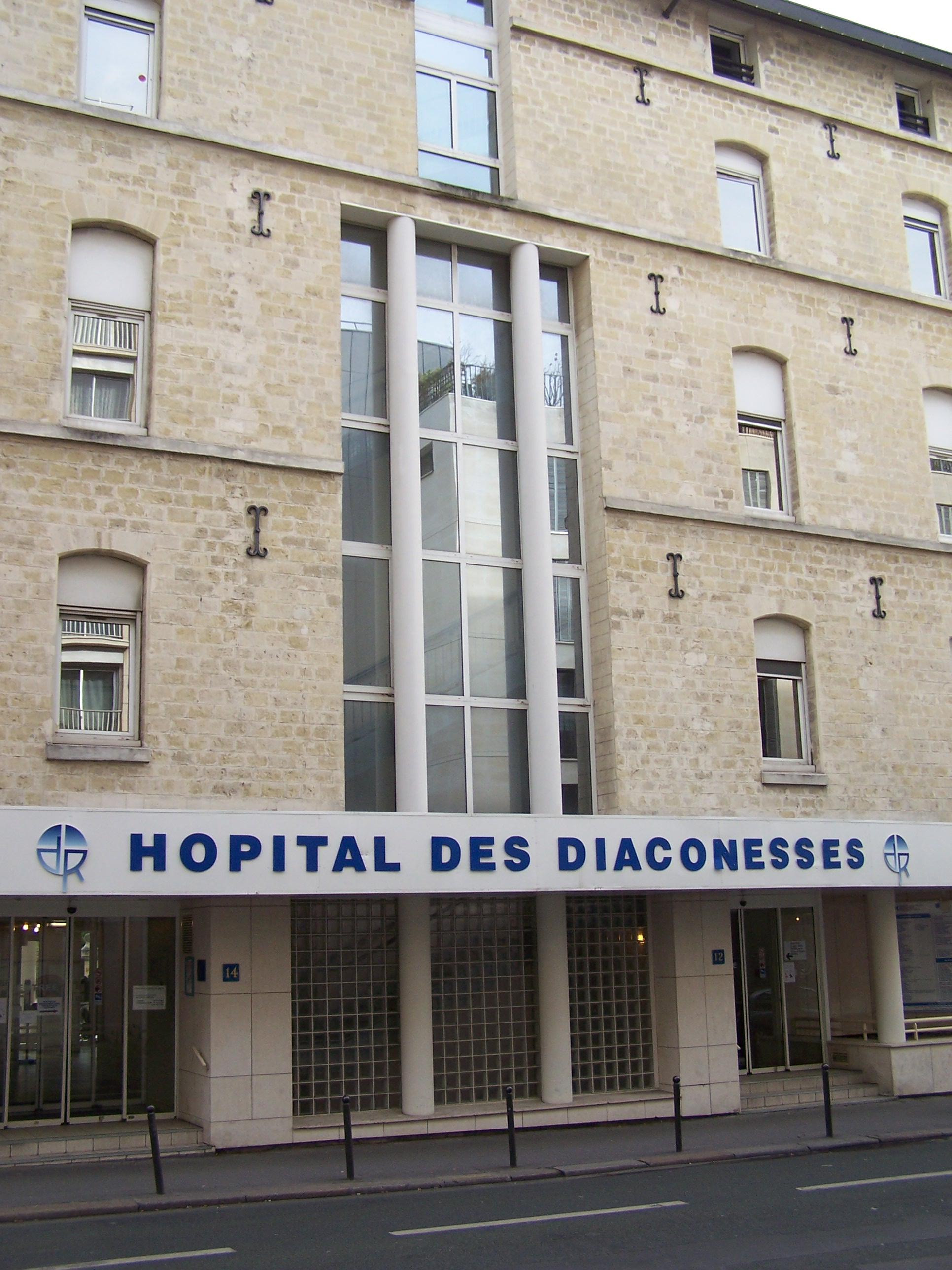
Entrée de l'hôpital des Diaconesses.
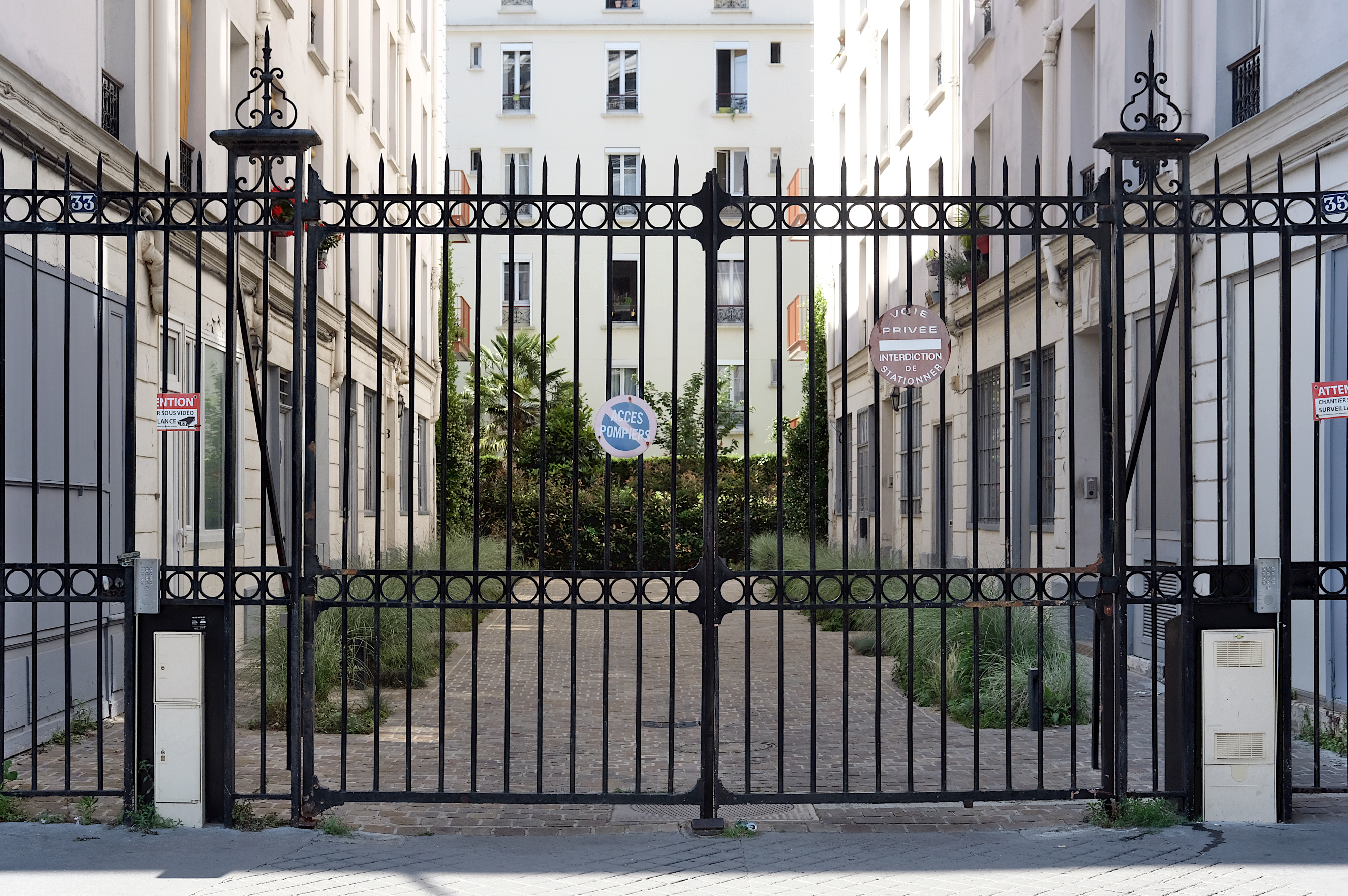
N°33 et 35 : impasse fermé par une grille.